# Hôpital d'instruction des armées
Pour les articles homonymes, voir HIA.
Un hôpital d'instruction des armées (HIA) est un hôpital militaire du Service de santé des armées françaises. Au nombre de huit, ces établissements sont rattachés à la direction des Hôpitaux des Armées (DHA) de la direction centrale du Service de santé des armées (DCSSA).

## Historique
L'appellation « hôpital d'instruction des armées » (HIA) est créée au début des années 1990, le premier hôpital à la recevoir étant l'HIA Legouest de Metz à compter du 1er janvier 1992. Elle est conférée aux anciens hôpitaux de la Marine et aux hôpitaux de l'Armée. Le terme traduit le fait qu'en plus d'être des centres hospitaliers, les hôpitaux militaires sont « en charge de la formation des médecins d'active comme de réserve à la médecine de l'avant et de l'urgence ».

## Fonctions
La fonction première des hôpitaux d'instruction des armées est de soutenir les forces armées en leur prodiguant des soins médicaux et chirurgicaux spécialisés ainsi que des moyens d’expertise, en complément du soutien assuré par les Centres médicaux des armées,. Ils accueillent notamment les militaires blessés sur les théâtres d’opérations extérieurs (en priorité l'hôpital Percy de Clamart). 
Ils participent également au service public hospitalier en étant ouverts à tous les assurés sociaux, en ayant un plan blanc d'établissement et en contribuant aux plans gouvernementaux de secours mis en œuvre pour faire face à un flux de victimes tels que les plans canicule ou les pandémies grippales. 

## Personnel
En mars 2020, les huit HIA disposent de  1 750 lits et comptent 2 300 médecins. Le personnel est à la fois civil et militaire.
Le personnel des hôpitaux d'instruction des armées est lui-même projeté sur les théâtres d’opérations extérieurs au sein des antennes chirurgicales, des hôpitaux médicochirurgicaux (HMC), et dans le cadre de missions humanitaires.

## Liste des hôpitaux d'instruction des armées
Depuis la fermeture de l'hôpital du Val-de-Grâce en 2016,, la France compte huit hôpitaux d'instruction des armées en activité :
| Insigne | Nom                   | Localisation                 |
| ------- | --------------------- | ---------------------------- |
|         | HIA Bégin             | Saint-Mandé (Val-de-Marne)   |
|         | HIA Clermont-Tonnerre | Brest (Finistère)            |
|         | HIA Desgenettes       | Lyon (Rhône)                 |
|         | HIA Laveran           | Marseille (Bouches-du-Rhône) |
|         | HIA Legouest          | Metz (Moselle)               |
|         | HIA Percy             | Clamart (Hauts-de-Seine)     |
|         | HIA Robert-Picqué     | Bordeaux (Gironde)           |
|         | HIA Sainte-Anne       | Toulon (Var)                 |